# The Complete Studio Recordings (album Led Zeppelin)
The Complete Studio Recordings – dziesięciokompaktowy zestaw utworów angielskiego zespołu rockowego Led Zeppelin, wydany w roku 1993 przez wytwórnię Atlantic Records. Zawiera wszystkie, cyfrowo zremasterowane, albumy studyjne zespołu oraz kilka utworów, które ukazały się dopiero na płytach Led Zeppelin Box Set. Albumy ułożone są chronologicznie, z wyjątkiem Presence – znajdującego się pomiędzy Houses of the Holy a Physical Graffiti. Celem tej zmiany było umieszczenie tego ostatniego, podwójnego albumu w jednej, podwójnej koszulce.